# Sanshi Imai
Sanshi Imai (in giapponese: 今井 三子, Imai Sanshi; Nakanojo, 20 febbraio 1900 – 9 gennaio 1976) è stato un micologo giapponese dell'Università di Hokkaidō.

## Eponimia
I taxa eponimi di Sanshi Imai sono i seguenti:
- Clitocybe imaiana
- Imaia
- Imaia gigantea
- Lactarius imaianus
- Stropharia imaiana

## Pubblicazioni (elenco parziale)
- (EN) On the Clavariaceae of Japan: I., in Transactions of the Sapporo Natural History Society, vol. 11, 1,, 1929,  pp. 38-45.
- (EN) On the Clavariaceae of Japan: II., in Transactions of the Sapporo Natural History Society, 11 11, n. 2, 1930,  pp. 70-77.
- (EN) On the Clavariaceae of Japan: III. The species of Clavaria found in Hokkaido and Southern Saghalien, in Transactions of the Sapporo Natural History Society, vol. 12, n. 1, 1931,  pp. 9-12.
- (EN) Contributions to the knowledge of the classification of the Helvellaceae, in Botanical Magazine, vol. 46, n. 544, Tokyo, 1932,  pp. 172-175.
- (EN) Studies on the Hypocreaceae of Japan: I. Podostroma., in Transactions of the Sapporo Natural History Society, 12,, 1932,  pp. 114-118.
- (EN) Studies on the Agaricaceae of Japan: I. Volvate Agarics in Hokkaido., in Botanical Magazine, vol. 47, n. 558, Tokyo, 1933,  pp. 423-432.